# Џон Роберт Холден
Џон Роберт Холден (рођен 10. августа 1976. годинеу Питсбургу) је бивши амерички кошаркаш, који је добио и руско држављанство. Тренутно ради као скаут у тиму Детроит пистонса.
Играо је на позицији плејмејкера и био вишегодишњи члан ЦСКА из Москве. Добивши руско држављанство заиграо је за репрезентацију Русије, којој је донео титулу првака Европе 2007. одлучујућим кошем у финалу тог првенства.

## Каријера
Колеџ каријеру је провео у првој дивизији НЦАА, играјући за Универзитет Бакнел од 1994. до 1998. године.
С обзиром да није драфтован, 1998. године сели се у Европу у Летонију где почиње своју професионалну каријеру. На себе скреће пажњу играјући за белгијски Остенде. Посебно се истакао играјући Куп Сапорте. Са Остендеом осваја дуплу круну у Белгији. Након тога сели се у грчки АЕК са којим осваја Грчку лигу. Поред тога са АЕК-ом је играо по први пут и Евролигу, бележећи просечно 17,2 поена на 20 утакмица.
Године 2002. потписује за московски ЦСКА у којем остаје све до краја своје каријере. Са овом екипом је имао огромног успеха. Поред великог броја домаћих титула осваја и Евролигу два пута - 2006. и 2008. године. Каријеру је завршио у ЦСКА 2011. године.

### Репрезентација
Након што је специјалном одлуком председника Владимира Путина добио руско држављанство добио је прилику да игра за ову државу већ на Европском првенству 2005. године у Београду. Репрезентација Русије је освојила тек осмо место. Ипак на следећем првенству Европе 2007. године у Шпанији ова репрезентација је изгледала знатно боље и успела да дође до финала где су их чекали домаћини предвођени Пау Гасолом. Ипак при вођству домаћина од једног поена Руси су кренули у напад а одговорност је преузео Холден. Само неколико секунди пре краја утакмице финтирао је Калдерона и шутирао са 5 метара од коша. Лопта је ударила о оба обруча па о таблу и коначно прошла кроз кош, чиме је Русија дошла до златне медаље.

## Статистика
| † | Означава сезоне у којима је освојио Евролигу |

### Евролига
| Сезона   | Екипа | ОУ  | СУ  | МПУ  | ПШ%  | 3П%  | СБ%  | СПУ | АПУ | УПУ | БПУ | ППУ  | ИПУ  |
| -------- | ----- | --- | --- | ---- | ---- | ---- | ---- | --- | --- | --- | --- | ---- | ---- |
| 2001–02  | АЕК   | 20  | 19  | 35.7 | .362 | .302 | .616 | 2.4 | 2.8 | 1.4 | .0  | 17.2 | 12.3 |
| 2002–03  | ЦСКА  | 22  | 20  | 33.4 | .395 | .356 | .638 | 2.2 | 4.4 | 1.7 | .0  | 15.5 | 13.5 |
| 2003–04  | ЦСКА  | 22  | 22  | 33.3 | .393 | .312 | .563 | 2.3 | 3.8 | 1.2 | .1  | 14.2 | 10.2 |
| 2004–05  | ЦСКА  | 24  | 24  | 31.0 | .363 | .297 | .847 | 2.2 | 2.8 | 1.1 | .0  | 11.3 | 8.8  |
| 2005–06† | ЦСКА  | 24  | 23  | 31.3 | .416 | .336 | .642 | 1.6 | 2.0 | 1.4 | .0  | 11.4 | 9.1  |
| 2006–07  | ЦСКА  | 25  | 22  | 29.9 | .433 | .366 | .667 | 2.3 | 2.3 | 1.2 | .0  | 10.0 | 8.9  |
| 2007–08† | ЦСКА  | 25  | 25  | 28.4 | .376 | .367 | .741 | 2.0 | 3.0 | 1.1 | .0  | 7.7  | 7.6  |
| 2008–09  | ЦСКА  | 16  | 15  | 29.4 | .393 | .380 | .792 | 2.0 | 3.4 | .8  | .0  | 7.9  | 7.9  |
| 2009–10  | ЦСКА  | 21  | 5   | 30.9 | .352 | .358 | .905 | 1.8 | 1.8 | 1.1 | .0  | 10.3 | 6.2  |
| 2010–11  | ЦСКА  | 10  | 8   | 29.7 | .264 | .295 | .500 | 1.9 | 3.4 | .5  | .0  | 6.4  | 2.6  |
| Каријера |       | 209 | 183 | 31.4 | .381 | .335 | .674 | 2.1 | 2.9 | 1.2 | .0  | 11.4 | 9.0  |

## Успеси

### Клупски
- Остенде:
  - Првенство Белгије (1): 2001.
  - Куп Белгије (1): 2001.
- АЕК:
  - Првенство Грчке (1): 2002.
- ЦСКА:
  - Евролига (2): 2006, 2008.
  - Првенство Русије (9): 2003, 2004, 2005, 2006, 2007, 2008, 2009, 2010, 2011.
  - Куп Русије (4): 2005, 2006, 2007, 2010.

### Репрезентативни
- Европско првенство:  2007.